# Santa Maria Val Müstair
Santa Maria Val Müstair (tot 1995 officieel in het Duits Santa Maria im Münstertal; Reto-Romaans: Soncha Maria; Italiaans (verouderd): Santa Maria Val Monastero) is een plaats en voormalige gemeente in het Zwitserse kanton Graubünden, gelegen in het Val Müstair en behorend tot de gelijknamige gemeente, waarin Santa Maria Val Müstair in 2009 opging.
Van de bevolking spreekt een meerderheid van 70% de Reto-Romaanse taal (2000); het aantal sprekers neemt echter af, gezien in 1970 nog 81% deze oude taal sprak.
Het belangrijkste bouwwerk in het centrum is de dorpskerk uit 1492.
Tot de gemeente Santa Maria Val Müstair behoorden naast de hoofdplaats ook de kleine bergdorpen Sielva, Pizzet, Pütschai, Craistas en Büglios. Het hoogste punt van de gemeente was de 3033 meter hoge Piz Umbrail die zich ten westen van de Umbrailpas verheft.
Santa Maria Val Müstair is een belangrijk verkeersknooppunt. Naar het oosten gaat de weg richting het Italiaanse Merano en de Reschenpas. Ten zuiden van de plaats ligt de 2501 meter hoge Umbrailpas en ten westen van Santa Maria ligt de Ofenpas die de verbinding vormt met het Engadin.

## Geschiedenis
Op 1 januari 2009 fuseerde Santa Maria Val Müstair met Fuldera, Lü, Müstair, Tschierv en Valchava tot de gemeente Val Müstair.

## Geboren
- Dario Cologna (1986), langlaufer

- Gemeinsame Normdatei: 7548390-7
- Historisch woordenboek van Zwitserland: 001568
- Virtual International Authority File: 235705170